# Кто хочет стать миллионером?
«Кто хо́чет стать миллионе́ром?» — телеигра, аналог оригинальной английской телевикторины «Who Wants to Be a Millionaire?», с 1999 по 2022 год производившаяся по одноимённой франшизе у компании «Sony Pictures Entertainment». В телеигре каждый участник может выиграть 3 миллиона рублей, ответив на 15 вопросов из различных областей знаний.
Изначально транслировалась на «НТВ» с 1 октября 1999 г. по 27 января 2001 г. под названием «О, счастливчик!» с дальнейшими повторами на «ТНТ» с 19 августа 2002 г. по 14 февраля 2003 г. С 19 февраля 2001 года по настоящее время идёт на «ОРТ/Первом канале». С 1999 по 2008 год производилась компанией «WMEDIA», с 2008 года программу производит группа компаний «Красный квадрат».

## История игры
Летом 1999 года бывшие сотрудники телеигры «Что? Где? Когда?» Сергей Кордо и Татьяна Дмитракова, основавшие компанию «Ways Production», заинтересовались форматом «Who Wants to Be a Millionaire?» и приобрели на него права. Был заключён договор с телекомпанией «НТВ». В кастинге на роль ведущего принимали участие Юрий Кобаладзе, Сергей Николаевич и другие, однако был утверждён тогдашний ведущий музыкального ток-шоу «Антропология» Дмитрий Дибров (изначально он отказывался от ведения передачи, не желая иметь дело с «попсой», но был переубеждён генеральным директором «НТВ» Олегом Добродеевым).

### 1999—2001: «О, счастливчик!»
Премьера на «НТВ» состоялась 1 октября 1999 года под названием «О, счастливчик!» (по аналогии с одноимённым английским кинофильмом). Первые выпуски игры выходили в эфир по пятницам поздно вечером (в 23:15) с низкими рейтингами, достигавшими показателей в 3 %. Они не были одобрены телеканалом и производителем в том числе и из-за слишком высокой сложности вопросов. Через 3 месяца рейтинг программы превысил 18 %, и она встала в вечерний прайм-тайм (четверг, в 20:40). Программа стала настолько популярной, что была удостоена главной телевизионной награды России — премии «ТЭФИ» в номинации «Телевизионная игра» (2000).
Со 2 сентября 2000 года игра во втором сезоне также называлась «О, счастливчик! Хотите стать миллионером?». Часть выпуска от 30 декабря 2000 года провела Светлана Сорокина, поменявшись местами с ведущим Дмитрием Дибровым, который выступил в том выпуске в качестве игрока.
С весны 2000 года производитель стал получать зарплату со стороны «НТВ» с большой задержкой, и творческая группа программы готовила дальнейшие выпуски на собственные деньги. Как следствие, у «НТВ» остался долг в размере нескольких сотен тысяч долларов. Последний выпуск на «НТВ» вышел 27 января 2001 года.
В конце января 2001 года, после полугода переговоров, права на показ были перекуплены телеканалом «ОРТ» по инициативе руководителя Дирекции детских и развлекательных программ Сергея Супонева. «Ways Media» и «ОРТ» заключили договор на тех же финансовых и спонсорских условиях, что и с «НТВ», однако телеканалу всё же пришлось заплатить за часть первых программ на несколько месяцев вперёд. Дмитрию Диброву поступило предложение перейти на «ОРТ» вместе с телеигрой, но тот отказался из-за развития событий вокруг «НТВ». Существует другая версия причины отказа Диброва — на «НТВ» за съёмки он получал $12 500 в месяц и якобы рассчитывал на получение суммы около $50 000. В пробах на роль нового второго ведущего участвовали сам Сергей Супонев, Валдис Пельш, Эммануил Виторган, Александр Стриженов и Леонид Ярмольник.
С февраля по июнь 2001 года повторы старых выпусков «О, счастливчика!» с Дмитрием Дибровым ещё продолжали идти на «НТВ» в утреннее или вечернее время (для рекламы повторных показов канал также выпустил анонсный ролик с лейтмотивом «Остерегайтесь подделок!», иронизируя над переходом игры на «ОРТ»), а до осени 2001 года их показ также осуществлялся на канале «NTVi», бывшей международной версии «НТВ». С июня по август 2002 года эти же выпуски повторялись в ночном эфире канала «НТВ». С 19 августа 2002 по 14 февраля 2003 года все выпуски с «НТВ» в сокращённой версии были показаны повторно на телеканале «ТНТ» сначала днём и ночью, потом утром-днём, с 30 июня по август 2003 года — утром и ночью. С 5 июня по 29 августа 2004 года данный вариант телеигры был также повторно показан на телеканале «НТВ Мир».
С 2000 года передача уходит в летний отпуск (за исключением 2012, 2017, 2018 и 2024 годов), причём в 2004, 2010, 2011, 2013 и 2023 годах он был относительно коротким и составлял 1-2 недели.

### 2001—2008: «Кто хочет стать миллионером?»
С 19 февраля 2001 года программа стала выходить на «ОРТ» (ныне «Первый канал») и называться так же, как и в остальных странах, где она транслируется, — «Кто хочет стать миллионером?». Новым ведущим стал пародист Максим Галкин. На такой выбор повлияло то, что руководству «ОРТ» понравилось ведение Галкиным документального фильма к 55-летию Геннадия Хазанова, вышедшего в декабре 2000 года.
По статистике, многие игроки часто забирали выигранные деньги в сумму 125 тысяч рублей (один из первых обладателей был Павел Добкин — но он не решился отвечать на 13 вопрос вообще), иногда некоторые участники, кто неправильно ответил на тринадцатый вопрос — теряли девяносто три тысячи рублей.
С выпуска от 17 сентября 2005 года суммы выигрышей за правильные ответы были увеличены, а главный приз стал составлять 3 миллиона рублей.
7 марта 2007 года появилась информация, что ведущий Максим Галкин уходит с роли ведущего передачи. После этого периодически появлялись слухи о возможном закрытии передачи, так как она останется без телеведущего. Но тем не менее, последняя серия выпусков с Максимом Галкиным была отснята в 2008 году, что обеспечило возможность трансляции игры в прежнем режиме.
С февраля 2008 года в программе, в целях увеличения рейтингов, начали чаще практиковаться выпуски со звёздными участниками — актёрами, певцами, телеведущими и спортсменами (раньше спецпроекты в передаче готовились только к большим праздникам или крупным премьерам «Первого канала»), а с февраля 2014 по октябрь 2021 года такие выпуски выходили на постоянной основе.
В выпуске, вышедшем 21 июня 2008 года, в качестве игрока вместе с Викторией Лопырёвой выступил ведущий передачи с 1999 по 2001 год — Дмитрий Дибров.

### 2008—2022: уход Галкина, возвращение Диброва на пост ведущего
Ближе к концу отпускного периода программы произошла внеплановая отмена съёмок, намеченных на 8-9 сентября 2008 года. По словам Максима Галкина, причина заключалась в том, что компания «WMedia» попыталась внести в правила шоу ряд изменений, которые не были одобрены правообладателем Celador International, и в итоге «WMedia» и её руководитель Сергей Кордо были отстранены от дальнейшей работы над шоу. На этом фоне Максим Галкин принял решение перейти на телеканал «Россия», вследствие чего передача не выходила в эфир в течение трёх месяцев с 13 сентября, когда вышел последний выпуск из крайнего съёмочного цикла.
В октябре того же года права на программу отошли непосредственно «Первому каналу», и вскоре телезрителям было выставлено голосование на выбор нового ведущего передачи. Кандидатов было двенадцать, среди которых были Дмитрий Дибров, Валдис Пельш (второй раз) и Мария Киселёва. Несмотря на то, что по итогам голосования победил Иван Ургант, руководство канала приняло решение вернуть первого ведущего телеигры Дмитрия Диброва, занявшего по итогам голосования второе место, так как Ургант на тот момент вёл четыре программы («Смак», «Прожекторперисхилтон», «Большая разница» и «Волшебный мир Disney»), и на ещё одно шоу у него бы не хватило времени. В итоге 27 декабря 2008 года передача вновь вернулась в эфир с новым оформлением. Производителем стала лояльная «Первому каналу» группа компаний «Красный квадрат».
Выпуск от 3 апреля 2010 года провёл ведущий капитал-шоу «Поле чудес» Леонид Якубович, а Дмитрий Дибров в нём вновь выступил в качестве игрока. В выпуске 18 февраля 2017 года в качестве игрока впервые принял участие Максим Галкин, вернувшийся на «Первый канал» годом ранее; через каждые два вопроса (до шестого вопроса — через пять) он менялся местами с Дмитрием Дибровым.
Выпуск от 1 декабря 2018 года вместе с Дмитрием Дибровым провела народная артистка РСФСР Анна Шатилова по случаю её 80-летнего юбилея. Это первый случай за всю историю игры, когда выпуск проводили одновременно два человека.
С 28 марта 2020 года, в связи с решением руководства «Первого канала», вызванным пандемией коронавируса, программа выходила в эфир без участия зрителей в студии, а с 23 октября 2021 года на сайте «Первого канала» впервые с 2013 года появилась возможность заполнить анкету для участия обычных людей в шоу.
В конце февраля и весь март 2022 года ввиду изменения концепции дневной сетки выходного дня «Первого канала» в связи со вторжением России на Украину, программа более чем месяц отсутствовала в эфире. Чуть позднее, 11 марта, компания «Sony Pictures» заморозила сделки по дистрибуции контента на российском телевидении и дальнейшие съёмки программы были прекращены из-за этого. Показ заранее отснятых выпусков возобновился 2 апреля и продлился до 18 июня. Чуть позже все прошедшие выпуски программы стали недоступны для просмотра на сайте канала. При попытке открыть архивный выпуск отображается надпись «Истёк срок действия прав на показ видео».

### 2023—настоящее время: Юлианна Караулова
В апреле 2023 года на сайтах, связанных с набором зрителей, появилась информация о съёмках новых выпусков шоу. Также заявлено о замене ведущего: впервые российскую версию игры на постоянной основе будет вести женщина. Им стала певица Юлианна Караулова — одна из последних обладательниц главного приза игры. Правообладатель формата в производстве программы не задействован. В реальности игра «Кто хочет стать миллионером?» вернулась к классическому формату с отборочным туром, двумя несгораемыми суммами и тремя классическими подсказками, который действовал с 1999 по 2010 год.
С 29 апреля по 10 июня 2023 года и с 17 по 31 августа 2024 года телеигра выходила в эфир по субботам в 18:20 сразу после «Вечерних новостей». С 17 июня 2023 года по 10 августа 2024 года телеигра выходила в эфир по субботам в 19:50,19:55/20:05 перед программой «Время». С 7 сентября 2024 года телеигра выходит в эфир по субботам в 16:55 перед «Вечерними новостями».

## Правила игры

### Отборочный тур
Ведущий зачитывает вопрос и даёт 4 варианта ответа на него, которые необходимо было расположить в верном порядке. Тот игрок, который ответил не только правильно, но и быстрее всех, считался победителем отборочного тура. На компьютерах была кнопка отмены, с помощью которой игроки могли снова дать ответ, если случайно нажали не туда. Победитель отборочного тура проходил к ведущему, после чего они вместе направлялись в центр студии к игровому столу.
Случались ситуации, что никто из игроков отборочного тура не мог дать верный ответ. В этом случае проводился повторный отборочный тур, и ведущий задавал новый вопрос. Случались и такие ситуации, что из игроков отборочного тура правильный ответ мог дать только один участник. А ещё были такие случаи, что правильный ответ на вопрос могли дать все участники.
Правилами также предусмотрена ситуация, когда сразу два или более игроков отвечали верно за одинаковое время. В этом случае также проводится повторный отборочный тур, в котором участвуют только те игроки, которые в предыдущем отборочном туре ответили за одинаковое количество времени. В российской версии игры подобное произошло трижды на данный момент, но неоднократно происходило в некоторых зарубежных версиях игры.
В первом выпуске программы и в сезонах 2008—2010 годов ведущий говорил полное имя участника и город, где он живёт, а в показе сезонов 2000—2008 годов — только полное имя, с 2023 года ведущая говорила полное имя и профессию. В британской, американской и казахстанской версиях игры ведущий, кроме имени, ещё произносил и время, за которое самый быстрый участник ответил на вопрос. В остальных версиях игры время никогда не произносилось ведущими.
В большинстве выпусков с приглашёнными «звёздными» участниками отборочный тур не проводится. Исключение составили лишь новогодний выпуск 1999 года — за столиками сидели журналисты НТВ. Тот, кто быстрее всех успевал ответить на поставленный вопрос, проходил с ведущим в центр студии к игровому столу.
С 4 сентября 2010 по 18 июня 2022 года отборочный тур не проводился, ведущий приглашал заранее заявленных в игру игроков одного за другим.
С 29 апреля 2023 года отборочный тур возвращён, однако теперь количество кандидатов сокращено до 6, как в большинстве других стран — Великобритании, Польше, Нигерии и т. д.

### Основная игра
Для того чтобы заработать 3 миллиона рублей, необходимо правильно ответить на 15 вопросов из различных областей знаний. Каждый вопрос имеет 4 варианта ответа, из которых только один является верным. Каждый вопрос имеет конкретную стоимость.
| Вопрос | Сумма выигрыша за правильный ответ с 1 октября 1999 по 13 августа 2005 года | Сумма выигрыша за правильный ответ со 2 мая по 13 сентября 2008 года | Сумма выигрыша за правильный ответ с 17 сентября 2005 года по 14 августа 2010 года и с 29 апреля 2023 года | Сумма выигрыша за правильный ответ с 4 сентября 2010 года по 18 июня 2022 года (до 2012 года игрок сам решал, играть по новым правилам или по старым) |
| ------ | --------------------------------------------------------------------------- | -------------------------------------------------------------------- | --- | --- |
| 15     | 1 000 000 руб.                                                              | 3 000 000 руб.                                                       | 3 000 000 руб.                                                                                             | 3 000 000 руб. |
| 14     | 500 000 руб.                                                                | 1 500 000 руб.                                                       | 1 500 000 руб.                                                                                             | 1 500 000 руб. |
| 13     | 250 000 руб.                                                                | 800 000 руб.                                                         | 800 000 руб.                                                                                               | 800 000 руб. |
| 12     | 125 000 руб.                                                                | 400 000 руб.                                                         | 400 000 руб.                                                                                               | 400 000 руб. |
| 11     | 64 000 руб.                                                                 | 200 000 руб.                                                         | 200 000 руб.                                                                                               | 200 000 руб. |
| 10     | 32 000 руб.                                                                 | 100 000 руб.                                                         | 100 000 руб.                                                                                               | 100 000 руб. |
| 9      | 16 000 руб.                                                                 | 50 000 руб.                                                          | 50 000 руб.                                                                                                | 50 000 руб. |
| 8      | 8000 руб.                                                                   | 25 000 руб.                                                          | 25 000 руб.                                                                                                | 25 000 руб. |
| 7      | 4000 руб.                                                                   | 15 000 руб.                                                          | 15 000 руб.                                                                                                | 15 000 руб. |
| 6      | 2000 руб.                                                                   | 10 000 руб.                                                          | 10 000 руб.                                                                                                | 10 000 руб. |
| 5      | 1000 руб.                                                                   | 5000 руб.                                                            | 5000 руб.                                                                                                  | 5000 руб. |
| 4      | 500 руб.                                                                    | 3000 руб.                                                            | 3000 руб.                                                                                                  | 3000 руб. |
| 3      | 300 руб.                                                                    | 2000 руб.                                                            | 2000 руб.                                                                                                  | 2000 руб. |
| 2      | 200 руб.                                                                    | 1000 руб.                                                            | 1000 руб.                                                                                                  | 1000 руб. |
| 1      | 100 руб.                                                                    | 500 руб.                                                             | 500 руб.                                                                                                   | 500 руб. |

Все суммы являются заменяемыми, то есть после ответа на следующий вопрос не суммируются с суммой за ответ на предыдущий. С 1999 по 2010 год (по 2012 год на выбор)
и с 2023 года суммы, полученные при верном ответе на 5-й и 10-й вопросы, являются «несгораемыми» (в выпусках со 2 мая по 13 сентября 2008 года вторая несгораемая сумма отсутствовала).
С 2012 по 2022 год участники могли играть лишь по «рискованному» варианту игры, только одна сумма является несгораемой, и игрок устанавливал её на любом с 1-й по 14-й вопросе, по своему желанию перед началом игры (до сентября 2012 года участникам предоставлялась возможность выбора игры по старым или по новым правилам). В любой момент игрок может остановиться и забрать деньги (с 2005 по 2007 год проводился эксперимент по розыгрышу вопроса, на котором игрок принял решение забрать деньги, с телезрителями по SMS). В случае неверного ответа игрок прекращает участие в игре, а его выигрыш сокращается до ближайшей достигнутой «несгораемой» суммы. Если же игрок даст неправильный ответ до достижения первой несгораемой суммы, он покидает игру ни с чем.
С 17 января 2009 по 25 июня 2016 года проводилась несколько иная SMS-игра с телезрителями: один раз до рекламы Дмитрий Дибров задавал вопрос с четырьмя вариантами. Победитель, отправивший верный ответ раньше остальных, получал 10 000 рублей, и его имя и фамилия были указаны в плашке в конце следующего выпуска. С 3 ноября 2018 года появился интерактивный формат игры с телезрителями: при появлении вопроса на экране SmartTV зритель должен с ПДУ выбрать правильный вариант в течение 100 секунд. Вопросы на экране те же, что задаются в студии.
До августа 2010 года в программе принимали участие как известные люди, так и не обладавшие широкой известностью личности. С сентября 2010 года, после упразднения отборочного тура, в программе участвовали, в основном, «звёзды», а также телеведущих «Первого канала». Однако до 25 января 2014 года в программе периодически принимали участие и простые люди, победившие в игре по SMS или заполнившие анкету на сайте телеканала. С 29 апреля 2023 года в игре вновь принимают участие простые люди. 
Изначально в кресле игрока сидел один человек, с 2002 года в некоторых выпусках игры на вопросы отвечала пара игроков. До 2012 года практиковались варианты как с одним, так и с двумя игроками. Поначалу чаще был первый вариант, а двое игроков участвовали, в основном, в специальных выпусках. Со временем второй вариант стал преобладать. С февраля 2014 года по июнь 2022 года и с марта 2025 года в каждом выпуске участвуют только парами (за редким исключением). В выпуске от 6 октября 2018 года участие в игре впервые приняла тройка игроков: братья Владимир и Юрий Торсуевы и Татьяна Проценко. В выпуске от 4 сентября 2021 года это произошло во второй раз. В нём участвовали солисты группы «Иванушки International»: Андрей Григорьев-Апполонов, Кирилл Андреев и Кирилл Туриченко. Ситуация с участием трёх игроков в дальнейшем происходила в выпусках от 6 и 20 ноября 2021 года, а затем 2 апреля 2022 года, 12 апреля и 21 июня 2025 года, когда ведущей уже была Юлианна Караулова. С 29 апреля 2023 года при варианте игры с отборочным туром за столом игрока вновь играет один человек, при этом в специальных выпусках без отборочных туров могут принимать участие также пары игроков.
С 29 апреля 2023 года в игру возвращён классический формат игры, использовавшийся до 2010 года — три подсказки и две несгораемые суммы. Подсказки «Помощь ведущего», «Право на ошибку» и «Замена вопроса» были упразднены.
С осени 2023 года в некоторых специальных выпусках по усмотрению продюсеров может быть добавлена одна из дополнительных подсказок.
В выпуске от 8 июня 2024 года, посвящённом 225-летию со дня рождения великого русского поэта и писателя Александра Сергеевича Пушкина, на один выпуск была введена несгораемая сумма в 225 тысяч рублей при правильном ответе на 11-й вопрос. Несгораемую сумму в 225 тысяч рублей выиграли литературовед Дмитрий Бак и его сын, телеведущий «Первого канала» Дмитрий Борисов.

### Подсказки
На сегодняшний день игроку предлагаются 3 подсказки. Определённую одну подсказку можно использовать только один раз за всю игру до дачи ответа на заданный определённый вопрос.
1. «50 на 50» — компьютер убирает два заведомо неправильных ответа, предоставляя игроку выбор из оставшихся двух вариантов ответа.
2. «Звонок другу» — игрок может позвонить другу и в течение 30 секунд посоветоваться с ним, чтобы выбрать правильный ответ. В 2010—2014 годах и с 2023 года игрок вместо звонка может обратиться за помощью к своему болельщику в студии или специальному гостю. С января 2021 года диалог игрока с подсказчиком мог происходить и путём видеосвязи, но с апреля 2023 года снова используется только аудиозвонок.
3. «Помощь зала»[57] — игрок может воспользоваться подсказкой зрителей из зала. С помощью пультов зрители голосуют за тот вариант ответа, который считают правильным.

В выпусках с 21 октября 2006 по 26 апреля 2008 года существовала также подсказка «Три мудреца» — один раз за игру в течение 30 секунд игрок мог посоветоваться с тремя известными личностями, находящимися в другой комнате, которые должны были за это время назвать предполагаемый правильный ответ на вопрос. В специальных выпусках с приглашёнными звёздами шоу-бизнеса подсказка отменялась. Подсказка не использовалась также в выпусках от 18 ноября 2006 года и от 21 октября 2007 года, так как они были посвящены акции «Покори Воробьёвы горы».
С 4 сентября 2010 по 18 июня 2022 года в игре присутствовала четвёртая (С 1 декабря 2018 года — третья по счёту) подсказка «Право на ошибку». При выборе этой подсказки игрок мог дать второй ответ на вопрос, если первый вдруг оказывался неправильным. В случае если первый ответ оказался верным, подсказка всё равно сгорает. Также после выбора этой подсказки игрок не мог на этом же вопросе взять другие подсказки, а также забрать выигранные деньги. В специальном детском выпуске от 31 августа 2024 года эту подсказку вернули на один раз.
С 1 декабря 2018 года в игру добавилась пятая подсказка — «Замена вопроса». Игрок мог заменить вопрос на другой того же уровня. Также появилось новое правило — из пяти подсказок игрок мог выбрать только четыре, и подсказка «Замена вопроса» могла быть использована взамен какой-либо из других. Данная подсказка просуществовала вплоть до закрытия оригинального формата игры 18 июня 2022 года. В специальном детском выпуске от 2 сентября 2023 года эту подсказку вернули на один раз.
Подсказка Помощь зала первоначально существовала с самого первого выпуска игры и использовалась непрерывно до выпуска от 21 марта 2020 года. Она подразумевает, что игроку правильный ответ помогут найти зрители в студии. У каждого кресла находятся специальные пульты с четырьмя кнопками, соответствующими четырём вариантам ответов. После того, как ведущий объявляет «Голосуем!», зрители берут в руки пульты и нажимают на кнопку правильного по их мнению ответа на вопрос. После окончания голосования приводится статистика в процентах по всем четырём вариантам ответов, сколько процентов зрителей считают данный вариант правильным. В выпусках с 28 марта 2020 года впервые за всю историю игры в связи с COVID-19 подсказка «Помощь зала» была временно отменена в связи с тем, что в зале не было зрителей. С 29 апреля 2023 года подсказка вместе со зрителями возвращена в игру.
С 16 января 2021 года была введена подсказка «Помощь ведущего», которая служила временной заменой подсказки «Помощь зала». Игроки раз за игру могли спросить Дмитрия Диброва относительно его мнения на правильный ответ поставленного вопроса. Данная подсказка просуществовала до 18 июня 2022 года.

#### Положение подсказок
| Годы                                                     | 1-я подсказка   | 2-я подсказка   | 3-я подсказка   | 4-я подсказка   | 5-я подсказка  |
| -------------------------------------------------------- | --------------- | --------------- | --------------- | --------------- | -------------- |
| 1999 — 2006; 2 мая — 13 сентября 2008; 6 мая 2023 — н.в. | 50 на 50        | Звонок другу    | Помощь зала     |                 |                |
| 2006 — 2008                                              | 50 на 50        | Звонок другу    | Помощь зала     | Три мудреца     |                |
| 2008 — 2010; 29 апреля 2023                              | Звонок другу    | Помощь зала     | 50 на 50        |                 |                |
| 2010 — 2011                                              | Звонок другу    | Помощь зала     | 50 на 50        | Право на ошибку |                |
| 2011 — 2018                                              | Помощь зала     | 50 на 50        | Звонок другу    | Право на ошибку |                |
| 1 декабря 2018 — 21 марта 2020                           | Помощь зала     | 50 на 50        | Право на ошибку | Звонок другу    | Замена вопроса |
| 28 марта — 12 декабря 2020                               | 50 на 50        | Право на ошибку | Звонок другу    | Замена вопроса  |                |
| 16 января 2021 — 18 июня 2022                            | Помощь ведущего | 50 на 50        | Право на ошибку | Звонок другу    | Замена вопроса |

Примечания:
- Курсивом обозначена подсказка, которая использовалась только при игре с обычными людьми.
- Жирным обозначена подсказка, которая используется только в рискованном формате.

### Финальная сирена
Финальная сирена означает окончание программы и истечение эфирного времени. Однако на участнике это никаким образом не отражается, и с текущим результатом он продолжает играть в следующей игре.
Больше и чаще всего финальная сирена звучала тогда, когда игрок ещё не дошёл до 9-го вопроса.
В выпусках со звёздами финальная сирена не использовалась, а с 4 сентября 2010 года была полностью отменена. Лишь спустя 13 лет, финальная сирена возвращена в выпуске от 2 декабря 2023 года.

### Вопросы
Вопросы разделены на 3 уровня сложности:
- С 1-го по 5-й — шуточные вопросы, ответить на которые не составит труда. Зачастую в этих вопросах три варианта ответа являются очевидно неверными и служат для увеселения телезрителей.
- С 6-го по 10-й — вопросы средней сложности общей тематики.
- С 11-го по 15-й — сложные вопросы, требующие знаний в отдельных областях.

Примеры вопросов (правильные ответы выделены жирным шрифтом):
- Как называют манекенщицу супер-класса? (A: Топ-модель, B: Тяп-модель, C: Поп-модель, D: Ляп-модель)
- Кто вырос в джунглях среди диких зверей? (A: Колобок, B: Маугли, C: Бэтмен, D: Чарльз Дарвин)
- Как называлась детская развлекательная программа, популярная в прошлые годы? (A: АБВГДейка, B: ЁКЛМНейка, C: ЁПРСТейка, D: ЁЖЗИКейка)
- Как звали невесту Эдмона Дантеса, будущего графа Монте-Кристо? (A: Мерседес, B: Тойота, C: Хонда, D: Лада)
- Какой цвет получается при смешении синего и красного? (A: Коричневый, B: Фиолетовый, C: Зелёный, D: Голубой)
- Из какого мяса традиционно готовится начинка для чебуреков? (A: Баранина, B: Свинина, C: Телятина, D: Конина)
- Какой народ придумал танец чардаш? (A: Венгры, B: Румыны, C: Чехи, D: Молдаване)
- Изучение соединений какого элемента является основой органической химии? (A: Кислород, B: Углерод, C: Азот, D: Кремний)
- Кто открыл тайну трёх карт графине из «Пиковой дамы» А. С. Пушкина? (A: Казанова, B: Калиостро, C: Сен-Жермен, D: Томас Воган)
- В какой стране была пробурена первая промышленная нефтяная скважина? (A: Кувейт, B: Иран, C: Ирак, D: Азербайджан)

## Победители
Выигрыш — 1 000 000 рублей
- Игорь Сазеев, Санкт-Петербург, дата эфира — 12 марта 2001 года[60].
- Ирина и Юрий Чудиновских, Киров, дата эфира — 18 января 2003 года[61].

Выигрыш — 3 000 000 рублей
- Светлана Ярославцева, Троицк, дата эфира — 19 февраля 2006 года[62].
- Тимур Будаев, Пятигорск, дата эфира — 17 апреля 2010 года[63][64].
- Бари Алибасов и Александр «Данко» Фадеев, дата эфира — 23 ноября 2013 года[65].
- Тимур Соловьёв и Юлианна Караулова, дата эфира — 2 декабря 2017 года[66].

### Крупные выигрыши
Далеко не каждый игрок в этой программе доходил до одного или трёх миллионов рублей, однако многим из них удавалось унести из студии солидные денежные призы после прохождения 13-го и 14-го вопросов.
Выигрыш — 250 000 рублей
- Анатолий Белкин, эфир — 14 мая 2001 года[67].
- Борис Люгай, Москва, эфир — 6 июня 2001 года.
- Эдгар Зиле, эфир — 9 февраля 2002 года.
- Мария Бойко, эфир — 23 марта 2002 года.
- Галина Личино, эфир — 4 июня 2002 года.
- Юрий Попов, эфир — 18 июня 2002 года.
- Александр Таиров, Брянск, эфир — 21 сентября 2002 года.
- Сергей Казанин, г. Владимир, эфир — 28 октября 2002 года[68].
- Алексей Лазаренко, Нижний Новгород, эфир — 4 ноября 2002 года.
- Евгений Балыкин, эфир — 28 апреля 2003 года.
- Николай Скоморохов, эфир — 15 мая 2004 года.
- Андрей Матеранский, Владимир, эфир — 18 сентября 2004 года[69].
- Алексей Школьников, эфир — 11 декабря 2004 года.
- Оксана Фандера и Филипп Янковский, эфир — 8 января 2005 года.
- Александра Яковлева и Александр Абдулов, эфир — 12 февраля 2005 года.
- Мария Щукина, Кемерово, эфир — 12 марта 2005 года.
- Михаил Алтухов, Рязань, эфир — 19 марта 2005 года.
- Владимир Этуш, эфир — 7 мая 2005 года[70].
- Анна Голод, эфир — 13 августа 2005 года.

Выигрыш — 500 000 рублей
- Сергей Строкин, Москва, эфир — 10 июня 2000 года[71]. В программе «О, счастливчик!» он стал единственным, кто дошёл до 15-го вопроса.
- Геннадий Состровчук, Москва, эфир — 24 ноября 2001 года[72].
- Константин Федченко, Москва, эфир — 10 декабря 2001 года[73].
- Ольга Краюшкина, Наро-Фоминск, эфир — 4 ноября 2002 года[74].
- Леонид Агутин и Анжелика Варум, эфир — 8 января 2005 года.
- Валентин Смирнитский, эфир — 6 марта 2005 года[75].

Выигрыш — 1 500 000 рублей
- Сергей Бобрис, Белгород, эфир — 5 февраля 2011 года[76][77].
- Александр Кузин, Орёл, эфир — 24 марта 2012 года[78][79].
- Леонид Панюков, Кострома, эфир — 29 сентября 2012 года[80].
- Михаил Боярский и Валентин Смирнитский, эфир — 16 мая 2015 года.
- Александр Гудков и Дана Борисова, эфир — 24 июня 2018 года.
- Анна Каменкова и Юрий Грымов, эфир — 18 августа 2018 года.
- Илья Авербух и Роман Костомаров, эфир — 23 марта 2019 года.
- Михаил Грушевский и Виктория Лопырёва, эфир — 21 декабря 2019 года.
- Антон Комолов и Виктор Васильев, эфир — 8 января 2020 года.

## Спецпроекты
- Первый спецпроект игры был показан за несколько дней до наступления нового 2000 года. В игре приняли участие ведущие и журналисты «НТВ»: Леонид Парфёнов, Андрей Норкин, Владимир Кара-Мурза, Виктор Шендерович, Лев Новожёнов, Евгений Киселёв и Александр Беляев[81]. В той же игре родились понятия «зона Шендеровича» — вопросы с 6-го по 10-й и «зона Кара-Мурзы» — вопросы с 11-го по 15-й. В качестве звонка друга, ТВ-ведущие использовали подсказку от сотрудниц МЧС РФ. Наибольшего выигрыша — 64 тысячи рублей — достиг Леонид Парфёнов, забравший деньги и не рискнувший ответить на 13-й вопрос; наименьшего достиг Андрей Норкин, который ошибся уже на 2-м вопросе и ушёл ни с чем. Согласно Дмитрию Диброву, Владимир Кара-Мурза стал первым в истории программы человеком, добравшимся до 13-го вопроса. Не успели принять участие в основной части игры, но присутствовали за столиками с мониторами при выполнении заданий отборочного тура Игорь Воеводин, Игорь Потоцкий и Михаил Осокин[81][82][83].
- 25 марта 2000 года, перед президентскими выборами в России, был показан второй спецпроект программы, в котором по изначальной задумке канала должны были участвовать все кандидаты на пост президента РФ. Но в силу разных причин почти все участники предвыборной гонки от съёмок отказались, в результате чего в игре приняли участие только Элла Памфилова, Умар Джабраилов[84], Станислав Говорухин и Евгений Савостьянов[85].
- В конце первого сезона был проведён специальный выпуск, посвящённый восьмилетию налоговой милиции Москвы, в котором приняли участие работники ведомства. Эфир — 24 июня 2000 года[86].
- За несколько месяцев до наступления нового 2001 года газета «Комсомольская правда» провела опрос среди читателей на предмет того, кого они хотели бы увидеть в новогоднем спецвыпуске игры[87]. В опросе победил президент России Владимир Путин. От участия он отказался[88], но прислал письмо[89]. В новогоднем спецвыпуске (который вышел на «НТВ» 30 декабря 2000 года) приняли участие Светлана Сорокина, Владимир Жириновский[90], а также артисты эстрады и кино: Децл[91], Дмитрий Певцов и другие[92][93]. После Светланы Сорокиной в кресло игрока сел сам Дмитрий Дибров, который дошёл до одиннадцатого вопроса[90] и выиграл 32 000 рублей[94].
- 14 сентября 2002 года вышел выпуск, в котором принимали участие школьники из разных городов, которые побеждали в различных олимпиадах (Карина Кашинская выиграла 1 000 рублей и Антон Лупанов выиграл 32 000 рублей). Все выигранные деньги, по решению детей, получил Липецкий зоопарк[95].
- В канун 2003 года ведущие выходивших на тот момент на «Первом канале» четырёх телеигр — Валдис Пельш, Мария Киселёва, Максим Галкин и Леонид Якубович — решили поменяться местами по особому порядку. Максим Галкин вел новогодний выпуск «Русской рулетки», «Поле чудес» проводил Валдис Пельш, а «Слабое звено» вел Леонид Якубович. Соответственно, новогодний выпуск «Кто хочет стать миллионером?» от 23 декабря 2002 года провела Мария Киселёва[96]. В игре участвовали 3 актрисы — Елена Финогеева (выиграла 1 000 рублей), Анна Большова (выиграла 32 000 рублей) и Ольга Будина (выиграла 32 000 рублей). Общий выигрыш — 65 000 рублей — был направлен в фонд РГБ[97].
- 14 февраля 2004 года вышел выпуск, посвящённый дню всех влюблённых, в котором участвовали парами обычные люди, не знавшие друг друга (неженатый мужчина и незамужняя женщина).
- 9 июля 2005 года вышел выпуск, в котором участвовали победители прошлых лет — Игорь Сазеев и супруги Чудиновских. В качестве звонка другу, Игорь Сазеев взял подсказку у своей матери, Нелли Николаевны, а семья Чудиновских — у их друга Дмитрия Ивановича (у того же, кому они звонили в 2003 году). Все они ошиблись при ответе на 13-й вопрос и выиграли по 32 000 рублей. Все выигранные деньги были отправлены на благотворительность.
- Выпуск от 3 апреля 2010 года провёл Леонид Якубович, а Дмитрий Дибров в нём был игроком и дошёл до 12 вопроса. Выигрыш Дмитрия Диброва составил 100 000 рублей.
- В выпуске, который вышел 18 февраля 2017 года, в игре принимали участие оба ведущих: Максим Галкин (с 2001 по 2008 год) и Дмитрий Дибров, периодически менявшиеся местами (ведущий — игрок). Каждый из них отвечал на вопросы, а также имел свой комплект подсказок и самостоятельно определял для себя «несгораемую» сумму.
- В выпуске от 1 декабря 2018 года, посвящённом 70-летию ЦТ СССР, вопросы игрокам задавала Анна Шатилова. Дмитрий Дибров объяснял правильные ответы.
- 10 апреля 2021 года вышел выпуск, посвящённый дню космонавтики и 60-летию со дня первого полёта человека в космос, в котором приняли участие российские космонавты.
- С 13 мая 2023 года большинство выпусков посвящены какой-либо теме или празднику. Например, Дню Военно-морского флота, выдающимся личностям, выпускникам школ или началу нового учебного года, теме фильмов или спорта и т. п.
- 5 апреля 2025 года вышел спецвыпуск, посвящённый 30-летию Первого канала. Часть данного выпуска провёл Валдис Пельш, поменявшись на 4 вопроса с Юлианной Карауловой, которая в свою очередь выступила в качестве игрока.

## Скандалы
12 февраля 2019 года главный редактор телепередачи Илья Бер заявил, что известный игрок интеллектуальных игр, магистр игры «Что? Где? Когда?» Александр Друзь пытался перед игрой (выпуск вышел в эфир 22 декабря 2018 года) подкупить его, чтобы получить заранее вопросы и правильные ответы викторины и выиграть максимальный приз в 3 миллиона рублей. В тот же день в сети Интернет была опубликована аудиозапись разговора Друзя с редактором «Кто хочет стать миллионером?» о подкупе. По словам магистра, Бер, наоборот, сам предложил ему сделку за правильные ответы, а Друзь лишь «старательно ему подыграл», желая посмотреть, «насколько далеко может пойти этот человек», а на игре он, зная правильный ответ на последний вопрос, специально ответил неверно, чтобы главный приз ему не достался. 15 февраля «Первый канал» отстранил на неопределённое время обоих участников конфликта от участия в собственных телепроектах: Александра Друзя от «Что? Где? Когда?» и «Кто хочет стать миллионером?» и главного редактора Илью Бера от руководства второй передачей. Помимо этого, было сообщено, что «исход игры с участием Александра Друзя аннулирован» и выигрыш в викторине ему выплачен не будет.

## Пародии
Игра «Кто хочет стать миллионером?» неоднократно становилась объектом пародий на телевидении:
- Самой первой пародией на эту игру (ещё со старым названием) была «О, мильончик!», показанная в программе «БиС» на ТВ-6.
- В одном из выпусков программы «Кривое зеркало» на «Первом канале» за 2003 год Александром и Валерием Пономаренко была показана пародия «Кто хочет стать милиционером?». Согласно сюжету пародии, участник должен был выиграть сначала милицейскую форму по частям, а в конце и милицейское удостоверение.
- В одном из выпусков программы «Рубик Всемогущий» на «Первом канале», в котором гостем в студии был Дмитрий Дибров, ведущий спародировал игру.
- В передаче «Большая разница» на «Первом канале» были показаны три пародии на «Кто хочет стать миллионером?». Предметом первой пародии, показанной в выпуске от 20 марта 2009 года, стал переход Максима Галкина на телеканал «Россия-1» с возвращением Дмитрия Диброва в качестве ведущего программы «Кто хочет стать миллионером». Во второй пародии, показанной в выпуске от 31 января 2010 года, был спародирован выпуск, в котором якобы играл Александр Лукашенко, из-за чего пародия была запрещена на белорусском ТВ. В третьей пародии, показанной 1 января 2024 года, пародировался уход с роли ведущего Дмитрия Диброва и встреча его с новой ведущей Юлианной Карауловой в городском парке и одновременно с этим была спародирована и передача «Антропология», которую в своё время вёл Дмитрий Дибров.
- Игра неоднократно пародировалась в КВН на «Первом канале» и Comedy Club на ТНТ.
- 17 марта 2012 года в телепередаче «Yesterday Live» на «Первом канале» была пародия на заставку этой телеигры, где звучала начальная песня с придуманными к ней словами.
- В передаче «Мульт личности» на «Первом канале» были показаны три пародии на «Кто хочет стать миллионером?». В первой пародии высмеивалась игра Алексея Кудрина, во второй — Александра Лукашенко, в третьей — Анастасии Волочковой (третья пародия была создана по мотивам фильма «Миллионер из трущоб»).
- 10 ноября 2024 года в эфире телеканала СТС вышел проект «Шоу из шоу»[103], в каждом выпуске которого актеры шоу «Импровизаторы» Антон Шастун и Арсений Попов пародируют различные российские шоу. Среди пародий было и шоу «Кому плевать на миллион?» — юмористическая версия «Кто хочет стать миллионером?», ведущим которой стал Арсений Попов.

## Награды
- «ТЭФИ», номинация «Лучшая телевизионная игра», 2000 год
- «ТЭФИ», номинация «Телеигра/Телевикторина», 2023 год

## Локальные версии
Права на показ игры «Кто хочет стать миллионером?» приобрели более чем 70 стран. Индийская версия телепрограммы легла в основу сюжета фильма «Миллионер из трущоб», вышедший в 2008 году.